# Marlene Kuntz
I Marlene Kuntz (IPA: [marˈlene ˈkunts]) sono un gruppo rock alternativo italiano formatosi nel 1988 e originario della provincia di Cuneo.
Emersi sulla scena rock italiana verso la metà degli anni novanta, sono stilisticamente avvicinabili alla fusione tra rumore e forma canzone operata dai Sonic Youth e alle sonorità dei gruppi di noise rock in generale, pur mantenendo una forte vena cantautorale.

## Storia

### Le origini
Il nucleo originario dei Marlene Kuntz nacque nel 1988, formato dal batterista Luca Bergia e dal chitarrista Riccardo Tesio, che si trovano regolarmente con vari amici musicisti a provare a casa di Bergia. Nell'inverno 1988 si aggiunse a loro il bassista Franco Ballatore e, nell'inverno dello stesso anno, trovarono una sala prove a Confreria, una frazione vicinale della città di Cuneo.
Poco tempo dopo, nel 1989, si aggiunse anche il chitarrista e cantante Cristiano Godano, reduce da un'esperienza con i Jack on Fire, gruppo rock locale scioltosi poco prima, in cui Godano cantava e suonava la chitarra e che nel 1988 aveva partecipato ad Arezzo Wave. Cristiano iniziò a lavorare sulle parti di chitarra e a scrivere i testi delle canzoni, creando alcuni dei pezzi allo stato embrionale che sarebbero finiti su Catartica, come ad esempio 1º 2º 3º. Oltre a questo, presentò al gruppo Alex Astegiano, ex batterista dei Jack on Fire, che divenne la voce dei primi Marlene Kuntz.

### Il nome
Poco prima del primo concerto, il gruppo era alla ricerca di un nome. Astegiano propose Marlene, visto il fascino che l'attrice Marlene Dietrich esercitava sull'immaginario collettivo.
Poi Godano aggiunse "Kuntz", dopo aver ascoltato un pezzo dei Butthole Surfers intitolato appunto Kuntz, deformazione di cunts, termine della lingua inglese che corrisponde all'italiano fighe, ma che in inglese, se riferito ad una o più persone, assume un significato estremamente offensivo.
Si pensò di chiamare il gruppo Marlene Kuntz e le sue suppellettili, vista la loro abitudine di usare oggetti di ogni tipo per creare dei suoni. Questa idea fu in seguito abbandonata per evitare equivoci, data l'abitudine dei gruppi di rock demenziale di usare nomi composti, e il gruppo assunse il nome definitivo Marlene Kuntz.
Il primo concerto si svolse il 13 maggio 1989, al Parco Monviso di Cuneo, dove il gruppo si esibì in alcuni pezzi originali, come 1º 2º 3º e La verità, e una cover dei Jack on Fire, Emozioni nascoste.

### Gli anni Novanta

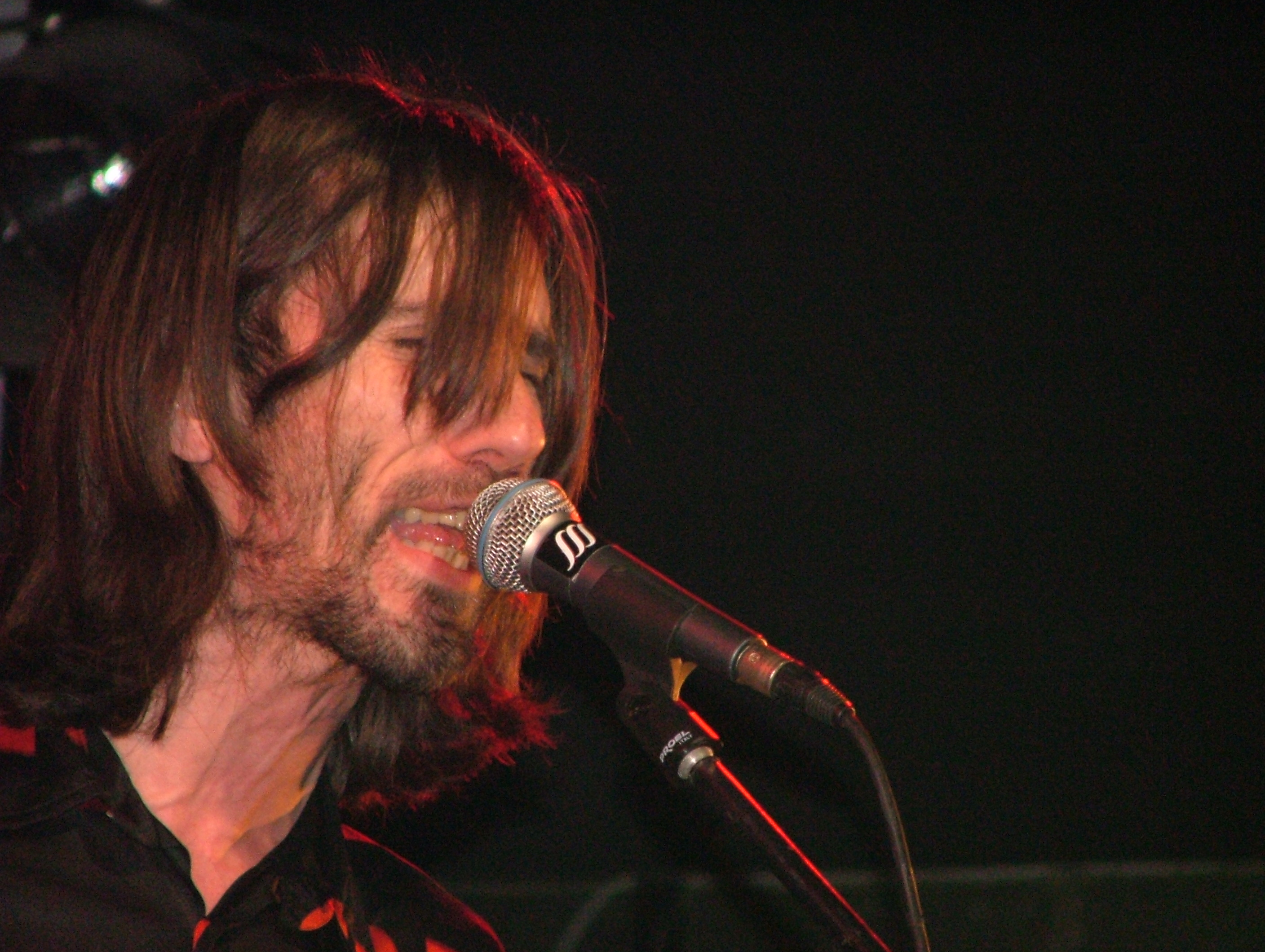
Cristiano Godano, voce e chitarra dei Marlene Kuntz, in concerto a Torino nel 2006

Nel febbraio del 1990 i Marlene Kuntz registrarono un demo di quattro pezzi: La verità, Trasudamerica, 1º 2º 3º e Capello lungo, che ottenne subito un riscontro molto positivo da parte della critica.
Nell'aprile dello stesso anno registrarono il loro primo video, per il brano Merry Xmas. A seguito del concerto del 25 aprile a Cortemilia, Alex Astegiano lasciò tuttavia il gruppo per motivi di lavoro. Cristiano Godano prese il suo posto alla voce continuando a suonare la chitarra.
Nella nuova formazione a quattro, i Marlene Kuntz registrarono a luglio un nuovo demo di quattro pezzi: Donna L, Gioia che mi do, Signor Niente e Merry Xmas. Nonostante un riscontro positivo riguardo al cambio di voce, il demo andò meno bene del previsto e il gruppo decise di registrarne un terzo.
Nel marzo del 1992, i Marlene si ritrovano in studio per il terzo demo, contenente cinque pezzi: MK, Fuoco (che poi sarà Fuoco su di te in Catartica), La divina (una versione riveduta sarà incisa come Cenere ne Il vile) e Ape Regina, pezzo strumentale che in questa versione venne pubblicato da Punto Zero, audiorivista curata da Giulio Tedeschi, prodotta ed edita dalla torinese Toast Records. Il demo si rivelò subito un ottimo biglietto da visita per il gruppo cuneese, che dopo alcune recensioni entusiastiche su riviste specializzate e non, lo spedì a una manifestazione per gruppi emergenti, Rock Targato Italia.
Questa manifestazione si poneva il compito di selezionare dei gruppi per una compilation da pubblicare a seguito della manifestazione. I Marlene Kuntz, grazie al loro demo entrarono a far parte dei sedici finalisti della quinta edizione e si esibirono a Milano nel maggio del 1992. Il gruppo non riuscì a piazzarsi fra i primi otto, ma quando uno dei gruppi vincitori decise di ritirarsi venne ripescato.
A luglio si trovarono quindi in studio con Gianni Maroccolo per registrare Canzone di domani.
All'inizio del 1993 il bassista Franco Ballatore lasciò il gruppo. Prese il suo posto Gianluca Viano.
Nell'autunno dello stesso anno i Marlene Kuntz decisero di autoprodurre il loro primo disco, visto che un nuovo incontro con Maroccolo risultò inconcludente. L'idea iniziale fu quella di produrre un EP di tre pezzi, disponibile su prenotazione con pagamento anticipato di tredicimila lire. L'idea fallì viste le scarse adesioni, ma la proposta, portata per l'ennesima volta a Maroccolo, finì per convincerlo. Si accordarono così per la realizzazione di un EP di sei pezzi in coproduzione.
Nell'estate del 1993, poco prima della firma del contratto con Gianni Maroccolo, la MCA Records si mise in contatto con il gruppo e propose loro di registrare un album, anziché un EP. Il gruppo accettò e nel dicembre del 1993 iniziò le registrazioni, prodotte da Marco Lega, che a partire da quel momento collaborerà stabilmente con il gruppo.
I brani vennero registrati tra i mesi di gennaio e marzo del 1994. Il 13 maggio uscì l'album di debutto Catartica, il primo pubblicato dall'etichetta discografica Consorzio Produttori Indipendenti.
Una cover di Lieve, brano contenuto nell'album ma che i Marlene volevano scartare, venne suonata dal vivo negli studi dell'emittente televisiva Videomusic dal Consorzio Suonatori Indipendenti ed inserita nell'album In quiete. La cover, fortemente voluta da Giovanni Lindo Ferretti che la ascoltava in continuazione durante un periodo di convalescenza e che convinse i Marlene a non scartare, contribuì a far conoscere al pubblico i Marlene Kuntz.
Nello stesso periodo partì il tour di promozione del disco che li fece girare per tutta l'Italia e terminò nell'inverno del 1995. All'inizio di quel tour anche Viano lasciò la band. Dopo una serie di provini, lo sostituì Paolo Enria, già attivo sulla scena indipendente locale, che suonò con i Marlene Kuntz per un'ottantina di date. L'anno successivo, per impegni di lavoro, Enria lasciò a sua volta e venne sostituito da Dan Solo.
Nel 1995 il gruppo prese parte alla compilation Materiale resistente con il brano Hanno crocifisso Giovanni. A fine novembre 1995 iniziarono le registrazioni del nuovo album, terminate nel mese di febbraio del 1996. Il 26 aprile uscì Il vile e, come per Catartica, il tour di supporto iniziò poco dopo, concludendosi nel febbraio 1997. Durante quei concerti venne registrato un home video, Petali di candore, nel quale, oltre alle canzoni registrate dal vivo ed estratte da entrambi gli album pubblicati, vi sono anche parti dedicate alla vita in tour.
Nel 1998 i Marlene Kuntz pubblicarono l'EP Come di sdegno, contenente i brani inediti Aurora e Questo e altro, una versione remixata di Come stavamo ieri, il pezzo live già edito in un demo Donna L e una lunga improvvisazione di circa ventiquattro minuti seguita da una parte recitata La vampa delle impressioni.
Allo stesso periodo risale il commento dello scrittore Enrico Brizzi, che definisce i Marlene Kuntz «non un gruppo di rock italiano, ma l'unico gruppo italiano di rock».
Dopo due anni di lavoro in studio di registrazione, il 14 gennaio 1999 uscì l'album Ho ucciso paranoia, in due edizioni: una a disco singolo contenente l'album, e l'altra doppia, con l'aggiunta di un secondo disco contenente sedici tracce tratte da delle jam session, intitolata Ho ucciso Paranoia + Spore.
Di queste improvvisazioni, chiamate appunto Spore, due sono presenti anche nell'album e per lo stile ricordano la già pubblicata La vampa delle impressioni (parte I). Le copertine delle due produzioni si distinguono per il colore dominante: verde per l'album singolo, viola per quello doppio.
Il tour che seguì la pubblicazione dell'album durò da gennaio a settembre del 1999, fino a raggiungere un totale di più di ottanta date distribuite in giro per l'Italia, durante le quali vennero registrati i brani che entrarono a far parte del primo album dal vivo dei Marlene Kuntz: H.U.P. Live in Catharsis, uscito il 10 novembre 1999 e contenente diciassette tracce.

### Gli anni 2000
Il quarto album, il primo a non essere prodotto da Marco Lega, fu una coproduzione tra i Marlene Kuntz e Gianni Maroccolo.
Le registrazioni partirono a luglio del 2000 e finirono in un mese.
Il 13 ottobre 2000 uscì Che cosa vedi, contenente una collaborazione con Skin nel brano La canzone che scrivo per te, che oltre a cantare è coautrice del testo. Le vendite dell'album superarono le cinquantamila copie, facendo ottenere al gruppo il disco d'oro. A gennaio del 2001 partì un tour che finì in ottobre.

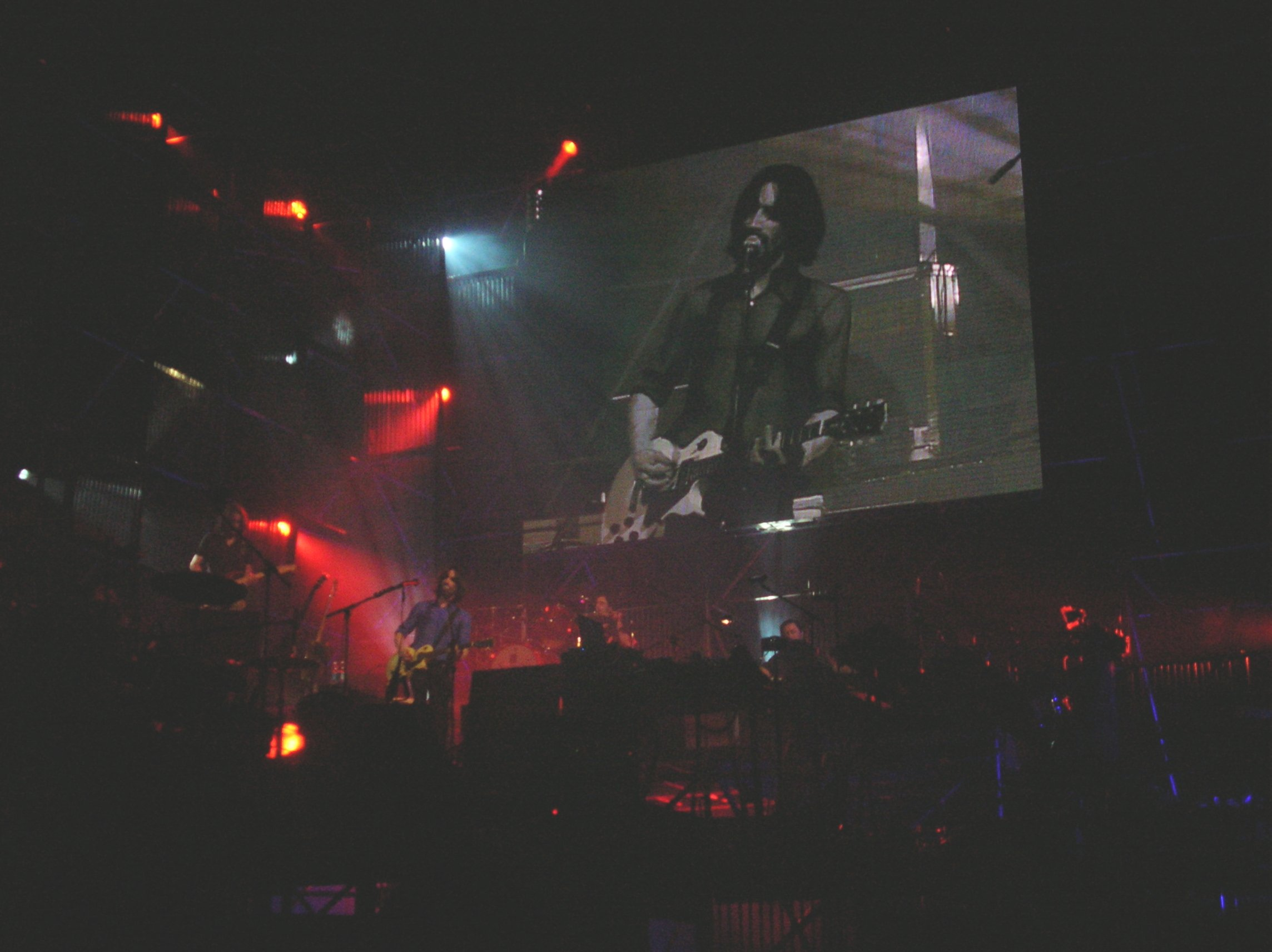
Marlene Kuntz in concerto a Torino nel 2006

 Nel 2001 venne pubblicato un EP destinato al mercato italiano e intitolato Cometa, contenente otto brani, di cui alcuni già editi e ripresentati in versione live o remixati per l'occasione e due inediti: Cometa e Playboys latini.
Per il mercato europeo uscì nello stesso anno Spore (da non confondere con il secondo disco del doppio album Ho ucciso Paranoia + Spore), una raccolta contenente quattordici brani tratti da pubblicazioni precedenti e ripresentati in versioni alternative.
Per registrare il quinto album i Marlene Kuntz si spostarono a Berlino, dove lavorarono con i produttori Rob Ellis e Head. L'album Senza peso uscì il 7 febbraio 2003. Fu il primo ad uscire per l'etichetta discografica Virgin e li fece partire per un tour che andò da febbraio a dicembre. Durante questo tour parteciparono al Concerto del Primo Maggio a Roma, dove incontrarono Nick Cave, uno degli autori preferiti di Cristiano Godano.
Il 28 maggio 2004 uscì un altro EP, Fingendo la poesia, contenente Prima e Poi, rispettivamente prima e ultima traccia: due improvvisazioni registrate durante il tour di Senza peso. L'EP contiene anche le prime cover registrate e pubblicate dal gruppo: Non gioco più di Mina e Alle prese con una verde milonga di Paolo Conte. Venne fatto un breve tour di supporto da maggio a settembre.
Il 7 dicembre 2004 un comunicato sul sito ufficiale annunciò che Dan Solo aveva lasciato il gruppo. Venne rimpiazzato nel successivo disco e nel tour che seguì da Gianni Maroccolo.
Nei primi mesi del 2005 venne registrato il nuovo album, tra Cuneo e Roma.
Bianco sporco venne pubblicato l'11 marzo, preceduto dal singolo Bellezza, in rotazione in radio dal 18 febbraio, e prodotto interamente dai Marlene Kuntz, con Gianni Maroccolo ospite in qualità di bassista. Rob Ellis prese parte alle registrazioni e al relativo tour che partì il 15 aprile, come tastierista.

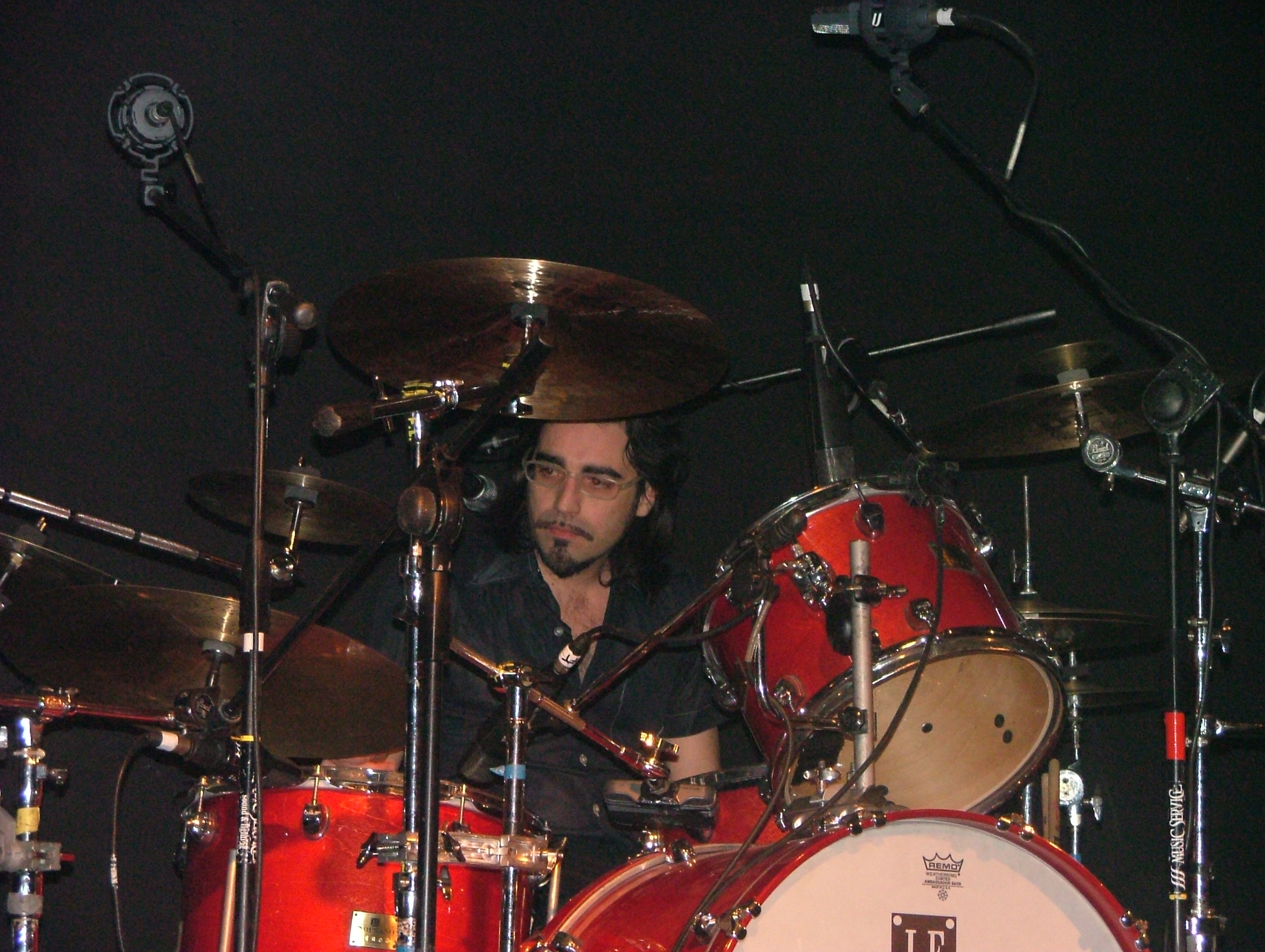
Luca Bergia, batterista dei Marlene Kuntz, in concerto a Torino nel 2006

Il 13 ottobre 2006 uscì il secondo album live del gruppo, intitolato S-Low, contemporaneamente al DVD Marlene Kuntz - MTV Storytellers, contenente la registrazione del concerto del 23 novembre 2005 per la trasmissione MTV Storytellers tenuto nell'Aula Magna Santa Lucia dell'Università di Bologna.
Il 14 settembre 2007 uscì il settimo album, intitolato Uno, opera di successo che lasciò trasparire la volontà da parte del gruppo di proseguire verso sonorità morbide più vicine alla canzone classica italiana. Registrato a Cuneo con Gianni Maroccolo al basso, l'album vide la partecipazione di Paolo Conte al pianoforte nel brano Musa.
Nel tour seguente alla pubblicazione dell'album, l'Uno Live in Love Tour, si unirono ai Marlene Kuntz il bassista Luca Saporiti e il polistrumentista Davide Arneodo. Il tour contò 115 date e risultò essere il più lungo dai tempi de Il vile.
Il 7 maggio 2008 uscì un album di tributo ai Diaframma intitolato Il dono - Artisti vari reinterpretano i Diaframma, dove i Marlene Kuntz suonarono una cover di Siberia.
Il 30 gennaio 2009 venne pubblicato Best of Marlene Kuntz, prima raccolta ufficiale della loro carriera. L'album venne preceduto dal singolo Impressioni di settembre, cover della Premiata Forneria Marconi. A questo e ad altri brani già pubblicati in precedenza, si andarono ad aggiungere le cover de La libertà di Giorgio Gaber e Non gioco più di Mina, oltre all'inedito Il pregiudizio.
Il 20 novembre 2009 uscì l'album dal vivo Cercavamo il silenzio, composto da un CD più un DVD, registrato durante un concerto al Teatro Sannazaro di Napoli durante il tour nei teatri tenuto nel contesto dell'Uno Live in Love Tour. L'album è ascoltabile in streaming dal sito rockit.it.
Nel 2009 collaborarono anche alla colonna sonora del film Tutta colpa di Giuda di Davide Ferrario, in cui Cristiano Godano debutta come attore. Il tema principale del film, il brano composto e suonato dal gruppo Canzone in prigione, ricevette una nomination al David di Donatello per la migliore canzone originale nel 2010.

### Gli anni 2010

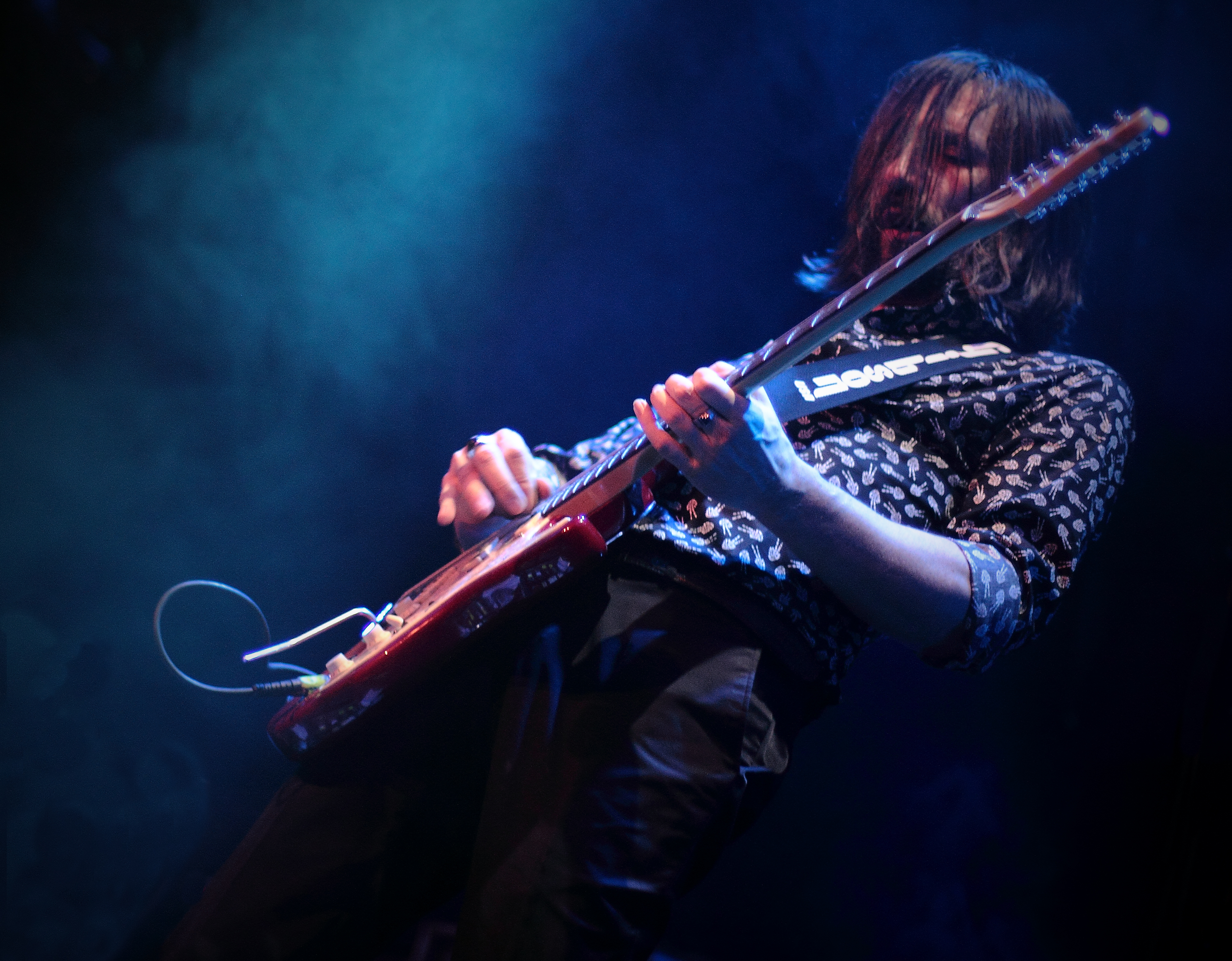
Cristiano Godano, voce e chitarra dei Marlene Kuntz, in concerto a Roma nel 2017

Nel 2010 i Marlene Kuntz si impegnano in un nuovo progetto, Beautiful, nato a giugno del 2009, al quale partecipa tutta la formazione con l'aggiunta di Maroccolo e Howie B.
La nuova band, in cui Godano canta in lingua inglese, si esibisce in numerosi live, tra cui il Concerto del Primo Maggio del 2010. Il 14 settembre 2010 viene pubblicato il primo album.
Il 23 novembre dello stesso anno esce un nuovo album per i Marlene Kuntz, Ricoveri virtuali e sexy solitudini, l'ottavo album in studio, prodotto da Howie B e registrato con la partecipazione di Luca Saporiti e Davide Arneodo. L'uscita dell'album è preceduta da quella del singolo Paolo anima salva, in rotazione nelle radio dal 22 ottobre 2010.
Nel 2012 partecipano alla 62ª edizione del Festival di Sanremo, condotta da Gianni Morandi, con il brano Canzone per un figlio. Il gruppo viene eliminato in via provvisoria nella seconda serata. Nella terza serata duettano con Patti Smith eseguendo Impressioni di settembre della Premiata Forneria Marconi e Because the Night della stessa Smith. Vincono il Premio Sala Stampa, assegnato dai giornalisti della sala stampa di Sanremo, ma vengono eliminati definitivamente dalla gara ufficiale.
Contestualmente al festival, esce il 15 febbraio l'album Canzoni per un figlio, una raccolta di pezzi del repertorio dei Marlene Kuntz riarrangiati in un concept, con l'aggiunta di due inediti: Canzone per un figlio e Pensa. Nel disco è presente anche Canzone in prigione, pubblicata in precedenza solo nella colonna sonora del film Tutta colpa di Giuda.
Nel giugno del 2012 viene resa disponibile per il download gratuito tramite Twitter una reinterpretazione della canzone popolare Il partigiano, già eseguita durante il tour lo stesso anno.
Il videoclip promozionale, diretto da Flavio Nani, viene presentato il 14 luglio al festival Collisioni contemporaneamente alla mostra dell'artista Marco Cazzato, ideatore del video e realizzatore della copertina di Canzoni per un figlio.
Realizzano una cover del brano Monnalisa di Ivan Graziani, che viene inserita nella compilation Tributo a Ivan Graziani pubblicata il 28 agosto 2012, e che viene estratta come singolo di promozione. Del brano è stato anche realizzato un videoclip diffuso il 4 settembre, per la regia di Ivana Smudja e la produzione di Davide Ferazza per Withstand. Partecipano inoltre alla colonna sonora del film Cosimo e Nicole di Francesco Amato.
Nel 2013 prendono parte al talent show The Voice of Italy (Rai 2), nel ruolo di vocal coach e consulenti tecnici. Nel cast della trasmissione affiancano la squadra di Piero Pelù.
Nel periodo tra febbraio e aprile 2013 intraprendono un tour acustico con una formazione a tre chiamato 3di3 Tour. Il giorno del solstizio d'estate, 21 giugno, pubblicano il videoclip del brano Solstizio, il 10 luglio viene comunicata la tracklist del nuovo album, Nella tua luce; il 19 luglio esce il singolo Il genio (L'importanza di essere Oscar Wilde) ed il 27 agosto viene pubblicato l'album. La copertina ed il booklet dell'album sono a cura del fotografo Simone Cargnoni, che produce anche il libro fotografico di 110 scatti accluso alla versione deluxe dell'album.
Il 22 marzo 2014 i Marlene Kuntz e la Mvula Sungani Company debuttano al Teatro Liryk di Assisi con Il vestito di Marlene, spettacolo che mescola la musica rock alla physical dance del coreografo italo-africano Mvula Sungani.
Il 16 settembre 2014 pubblicano l'EP Pansonica, che celebra i vent'anni trascorsi dall'uscita dell'album di debutto Catartica e i venticinque dall'anno di fondazione del gruppo. L'EP contiene sette brani, scritti in parte prima dell'uscita di Catartica e in parte prima dell'uscita de Il vile, tutti inediti, fatta eccezione per Donna L, di cui è presente una versione dal vivo sull'EP Come di sdegno. L'uscita dell'EP è stata anticipata il 22 agosto da quella del singolo Sotto la luna.
A seguito della pubblicazione dell'EP e per festeggiare il ventennale dell'uscita di Catartica, da ottobre a dicembre la band è impegnata con il Catartica tour 994/014; dalle oltre 30 date del tour in giro per la penisola è stato prodotto il docufilm Complimenti per la festa del regista Sebastiano Luca Insinga con il booklet a cura del fotografo Simone Cargnoni.
Il 29 gennaio 2016 pubblicano il decimo album in studio Lunga attesa, per l'etichetta Sony Music. La pubblicazione è stata anticipata dall'uscita del singolo Fecondità in programmazione sulle radio e disponibile per il download digitale dal 15 gennaio 2016. In seguito alla pubblicazione, la band inizia il tour di supporto per la prima volta nei club europei il 25 febbraio 2016 da Parigi, proseguendo a Bruxelles, Londra, Dublino, Amsterdam e successivamente in Italia; partecipano inoltre al Concerto del Primo Maggio del 2016.
Il 4 novembre 2016 la band annuncia un tour per celebrare i vent'anni del secondo disco Il vile svoltosi da gennaio a maggio 2017 con diverse tappe sold–out nei club di tutta Italia dove è stato risuonato per intero lo storico album.
Dal 24 al 29 ottobre 2017 collaborano allo spettacolo teatrale Viaggio musicale nella pellicola di Murnau tra parole e immagini andato in scena al Teatro Ambra Jovinelli di Roma, per sonorizzare il film muto Il castello di Vogelod con la voce narrante di Claudio Santamaria. Lo spettacolo verrà riproposto nell'autunno–inverno 2018 a Napoli, Rende, Bologna e Cuneo.
Nel marzo 2018 il gruppo annuncia per il successivo 31 maggio un’unica data speciale Il doppio, che prevede un doppio concerto, acustico ed elettrico, ai Magazzini Generali di Milano. L’evento viene spostato una prima volta al 21 settembre, a causa di una tendinite che ha colpito il batterista, Luca Bergia.
Il 20 settembre la Questura di Milano impone al locale Magazzini Generali una chiusura di 10 giorni per motivi indipendenti dai Marlene Kuntz, costringendoli a rimandare una seconda volta l’evento al 20 ottobre. Il 21 settembre, la band si presenta davanti ai cancelli del locale per incontrare i fan che avevano già raggiunto Milano per assistere alla loro performance e, nei giardini pubblici adiacenti, davanti a un pubblico di un centinaio di persone, seduti su una panchina, senza nessun tipo di amplificazione e illuminati dai cellulari delle persone presenti, eseguono due brani. Il 20 ottobre 2018 il doppio concerto si svolge regolarmente, il brano di apertura scelto dalla band è Bella Ciao.
Il 2 luglio 2018 hanno partecipato al Collisioni Festival di Barolo in apertura ai Depeche Mode, l'invito è nato dal desiderio espresso dal team del gruppo internazionale.
Il 7 marzo 2019 annunciano un tour chiamato 30 : 20 : 10 MK al quadrato per festeggiare i trent'anni di carriera in dieci concerti doppi: uno acustico e uno elettrico per celebrare il ventennale del terzo disco Ho ucciso paranoia risuonandolo per intero.
Il 25 aprile 2019 pubblicano la nuova versione di Bella Ciao, inno di Libertà e Resistenza in tutto il mondo, in duetto con Skin. Il videoclip è stato girato a Riace e il ricavato del singolo, che uscirà anche su vinile, verrà devoluto per il manifesto È stato il vento – Artisti per Riace.
Il 20 giugno 2019 esce il libro Nuotando nell'aria. Dietro 35 canzoni dei Marlene Kuntz, un'anomala autobiografia scritta da Cristiano Godano sulle origini, densa di aneddoti, riflessioni e materiale inedito sui primi tre dischi della band.
Il 28 giugno 2019 vengono pubblicate le raccolte MK30 - Best & beautiful, cofanetto di 3 CD contenente i brani più significativi della band e del progetto Beautiful, e MK30 - Covers & rarities, doppio vinile contenente cover e rarità, anticipati dal singolo e videoclip Karma Police, cover riarrangiata dei Radiohead.
Il 30 luglio 2019 Cristiano Godano annuncia nei canali social la pubblicazione del primo disco solista per il 2020 di cui sarà possibile ascoltare due brani in anteprima con un biglietto speciale “VIP Package” durante il corso del tour 30 : 20 : 10 MK al quadrato in partenza ad ottobre 2019.
Il 5 settembre 2019 vengono premiati nella categoria “Migliori musiche” al Premio Le Maschere del Teatro Italiano per lo spettacolo teatrale de Il castello di Vogelod andato in scena nel 2017 e 2018.

### Gli anni 2020 e la scomparsa di Luca Bergia
Il 19 gennaio 2020 partecipano al concerto organizzato dal Movimento delle sardine a Bologna in Piazza VIII Agosto, a sostegno del movimento di attivismo politico italiano anti-sovranista e anti-populista.
Il 4 febbraio 2020 esce la versione audiolibro di Nuotando nell'aria. Dietro 35 canzoni dei Marlene Kuntz letto da Cristiano Godano in esclusiva sulla piattaforma Audible.
Il 25 aprile 2020, in occasione del ricorrente Anniversario della Liberazione, partecipano al concerto on-line di Parma Capitale Italiana della Cultura 2020 sui canti della resistenza, intitolato Voci Resistenti, con il brano Bella Ciao.
Il 1º maggio 2020 Cristiano Godano partecipa al Concerto del Primo Maggio, registrato pochi giorni prima presso l'Auditorium di Roma.
Il 29 maggio 2020 esce il primo singolo e videoclip del progetto solista di Cristiano Godano, dal titolo Ti voglio dire, che anticipa l'album Mi ero perso il cuore pubblicato il 26 giugno; insieme al disco seguirà un tour estivo suonato in duo con Roberta Finocchiaro in suggestive location svoltosi nell'estate 2021.
Il 20 giugno 2020, in occasione del Record Store Day, viene pubblicato 302010 MK²LIVE,  doppio disco in formato vinile e digitale, contenente le registrazioni live del tour celebrativo per i 30 anni di carriera svoltosi nel 2019.
Il 21 luglio 2020 annunciano le date del tour elettro–acustico Andrà Tutto Bene? diviso in tre tappe: Udine, Cuneo e Pistoia.
Il 6 settembre 2020 partecipano, insieme ad altri 34 artisti, al primo grande concerto in streaming, intitolato Heroes — Il Futuro Inizia Adesso, tenutosi all'Arena di Verona, il cui ricavato verrà devoluto al fondo COVID-19 Sosteniamo la Musica.
Nel 2020 collaborano anche alla colonna sonora di Io sono Vera di Beniamino Catena, film presentato al 38° Torino Film Fest fuori concorso, e al progetto di realizzazione di un “tunnel sotterraneo” di rilevanza storica attraverso un'innovativa installazione sonora aperta al pubblico a Mondovì, in provincia di Cuneo.
A giugno 2021 la band annuncia di essere al lavoro su un nuovo disco e una serie di date di concerti, che faranno parte del Post-Pandemic Tour in partenza il 1º agosto da San Marino. Durante il tour il batterista Luca Bergia verrà sostituito per ragioni personali da Sergio Carnevale, batterista storico dei Bluvertigo, che farà anche parte delle registrazioni del nuovo disco.
Il 15 ottobre 2021 annunciano Karma Clima, progetto del nuovo disco in lavorazione sotto la guida del produttore Taketo Gohara in chiave meno tradizionale. Il progetto, definito “aperto”, si pone anche l'obiettivo di riqualificare i territori del Cuneese di Ostana, Piozzo e la Borgata Paraloup di Rittana, di sensibilizzare con eventi sul tema della crisi climatica e su attività locali, artistiche e culturali.
Il 17 febbraio 2022 viene pubblicata la colonna sonora per il film Io sono Vera in tutte le piattaforme digitali, contenente brani d'atmosfera esclusivamente strumentali composti dalla band.
L'11 maggio 2022 annunciano il tour estivo Karma Clima Experience in partenza il 5 giugno con un evento speciale alla Mole Antonelliana di Torino in occasione della Giornata mondiale dell'ambiente. Il tour anticipa l'uscita del disco Karma Clima pubblicato il 30 settembre 2022. Il disco affronta in gran parte i temi della crisi climatica in modo introspettivo e intimo, caratterizzato da un sound intriso di pianoforti, synth analogici e orchestrazioni, con la partecipazione della Budapest Art Orchestra e la presenza di un featuring con Elisa. Il primo singolo e videoclip La fuga è uscito il 25 maggio 2022. Il secondo singolo e videoclip Vita su Marte è uscito il 9 settembre 2022. Il 22 gennaio 2023 inizia il tour teatrale del disco dall'Auditorium S. Chiara di Trento.
Il 23 marzo 2023 Luca Bergia, ex batterista e tra i fondatori della band, viene ritrovato senza vita nella propria abitazione di Cuneo.

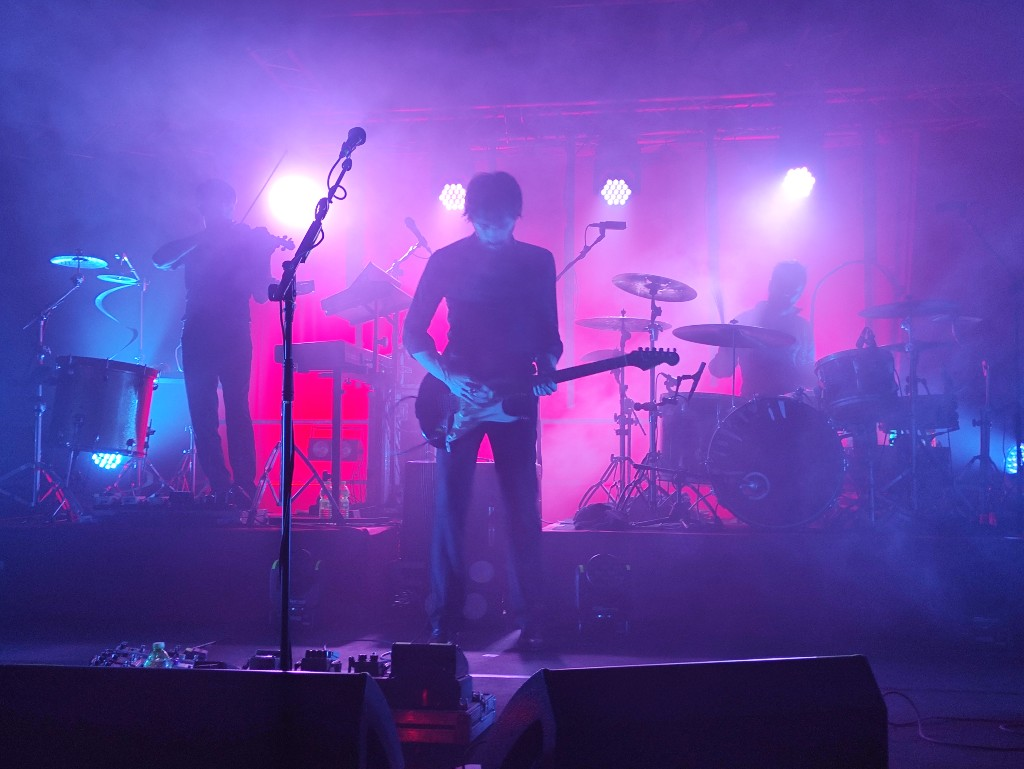
Catartica tour 2024 (live in Padova)

Nel 2024 si tiene il tour celebrativo Catartica per festeggiare i 30 anni del loro primo album; le prime date sono tra marzo e aprile nei club, poi in estate presso vari festival in tutta Italia, mentre gli ultimi concerti sono al Monk di Roma ad ottobre e al Legend Club di Milano a dicembre. Nella scaletta dei concerti sono presenti canzoni provenienti dagli album degli anni '90.

## Formazione

### Formazione attuale
- Cristiano Godano – chitarra (1989–presente), voce (1990-presente)
- Riccardo Tesio – chitarra (1988–presente)
- Luca “Lagash” Saporiti – basso (2007–presente)
- Davide Arneodo – polistrumentista (tastiere, violino, synth, piano, mandobird, percussioni, cori) (2007–2014, 2018–presente)
- Sergio Carnevale – batteria (2021–oggi)

### Ex componenti
- Luca Bergia – batteria, percussioni, cori (1988–2020)
- Alex Astegiano – voce, percussioni (1989–1990)
- Franco Ballatore – basso (1988–1993)
- Dan Solo – basso (1995–2004)
- Gianni Maroccolo – basso (2004–2007)

### Turnisti
- Gianluca Viano – basso (1993–1994)
- Paolo Enria – basso (1994–1995)
- Gianfranco Fornaciari – tastiere (2000–2001)
- Rob Ellis – tastiere (2005)
- Niccolò Fornabaio – batteria, percussioni (2023)

## Discografia

### Album in studio
- 1994 – Catartica
- 1996 – Il vile
- 1999 – Ho ucciso paranoia
- 2000 – Che cosa vedi
- 2003 – Senza peso
- 2005 – Bianco sporco
- 2007 – Uno
- 2010 – Ricoveri virtuali e sexy solitudini
- 2013 – Nella tua luce
- 2016 – Lunga attesa
- 2022 – Karma Clima

### Album dal vivo
- 1999 – H.U.P. Live in Catharsis
- 2006 – S-Low
- 2009 – Cercavamo il silenzio
- 2020 – 302010 MK²LIVE
- 2024 – Catartica Live 2024

### EP
- 1998 – Come di sdegno
- 2001 – Cometa
- 2004 – Fingendo la poesia
- 2014 – Pansonica

### Raccolte
- 1999 – Spore
- 2012 – Canzoni per un figlio